# Erin O'Toole
Pour les articles homonymes, voir O'Toole.
Erin O'Toole, né le 22 janvier 1973 à Montréal, est un avocat et homme politique canadien. Député à la Chambre des communes de la circonscription de Durham depuis le 26 novembre 2012, il est chef du Parti conservateur du Canada et donc chef de l'opposition officielle de 2020 à 2022.

## Biographie

### Origines et études
Erin O'Toole est le fils de John O'Toole (en), député de la circonscription provinciale de Durham à l'Assemblée législative de l'Ontario de 1995 à 2014.
Diplômé du Collège militaire royal du Canada en 1995, il est nommé officier au sein de l'Aviation royale canadienne. Après avoir obtenu un diplôme de droit en 2003 de l'Université Dalhousie, il devient avocat d'affaires dans le secteur privé. En 2008, il est l'un des fondateurs de l'organisme de charité La Patrie gravée sur le cœur (True Patriot Love Foundation), qui soutient les familles militaires canadiennes et les anciens combattants.
Il est père de deux enfants.

### Carrière politique
Membre du Parti conservateur du Canada, Erin O'Toole est élu à la Chambre des communes dans la circonscription électorale de Durham, lors de l'élection partielle du 26 novembre 2012,. Il remplace la démissionnaire Bev Oda.

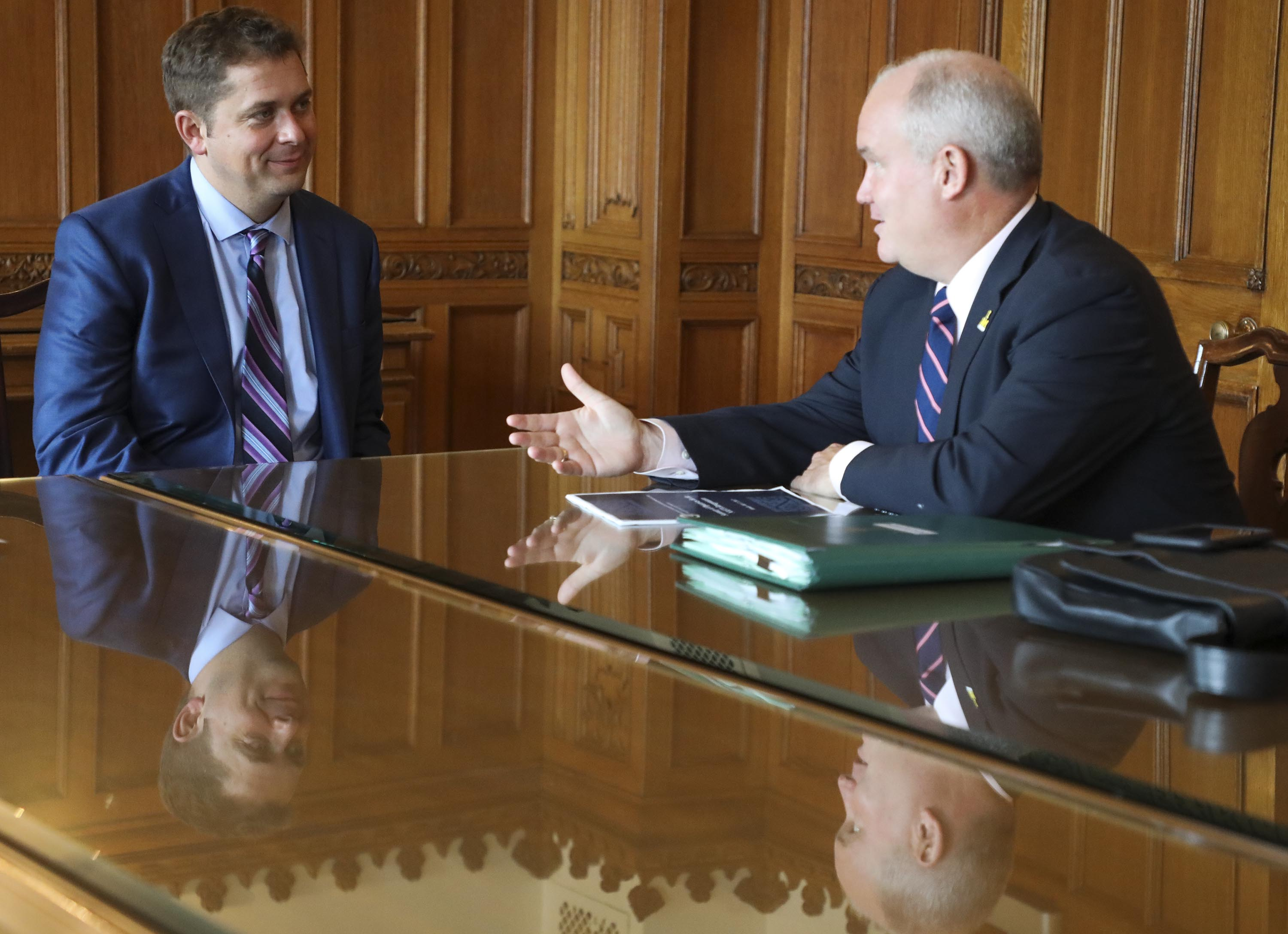
Erin O'Toole (à droite) reçu par Andrew Scheer, en 2017.

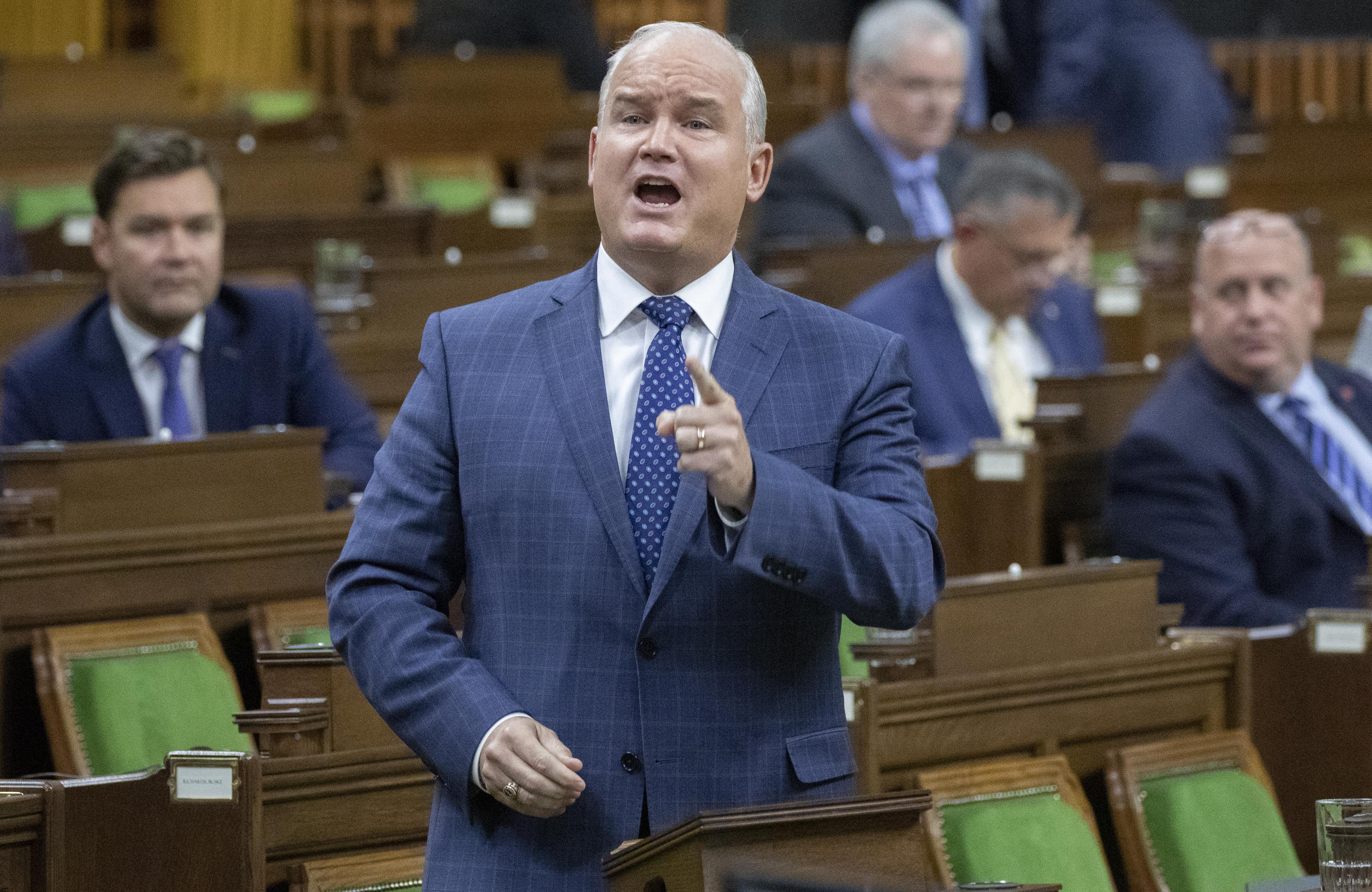
O'Toole à la Chambre des communes, en 2020.

Il est nommé ministre des Anciens combattants par le premier ministre Stephen Harper le 5 janvier 2015. Réélu député fédéral lors des élections de 2015, il perd néanmoins sa place au gouvernement en raison de la défaite du camp conservateur. Il obtient un deuxième mandat plein de député en 2019, quoique sa marge électorale diminue légèrement. En 2020, O'Toole annonce sa candidature à la course à la direction du Parti conservateur du Canada, après une première tentative trois ans plus tôt, lors de laquelle il se place troisième, derrière Andrew Scheer et Maxime Bernier. Il est élu chef du parti lors du troisième tour de scrutin, devant Peter MacKay.
Il s'inscrit dans la continuité idéologique de ses prédécesseurs, promettant une réduction des impôts pour les entreprises, une libéralisation du commerce des armes à feu, l'abolition de la taxe carbone, ainsi que des actions contre la Chine à travers notamment une restriction des investissements chinois au Canada. Il s'engage particulièrement en faveur de l'industrie pétrolière, portant notamment un habit sur lequel est écrit I love oil and gas (« J'aime le pétrole et le gaz ») et déclarant vouloir imposer aux provinces des oléoducs sur leur territoire s'il venait à devenir premier ministre. Très critique vis-à-vis du gouvernement de Justin Trudeau, il affirme lors de son discours d'investiture à la tête du parti : « Nous devons continuer à souligner la corruption et les défaillances des libéraux ». Peu après son entrée en fonction, il nomme Candice Bergen son adjointe à la direction.
Cependant, lors des élections fédérales de 2021, les conservateurs perdent deux sièges, tombant à 119, alors que les libéraux en gagnent 3. En amont, Erin O'Toole opère notamment un recentrage sur plusieurs questions dont le changement climatique, les droits des personnes LGBT et l'avortement, dans l'espoir d'agrandir sa capacité de rassemblement mais ce qui lui est finalement préjudiciable auprès de sa base électorale, tandis que le Parti populaire du Canada (PPC) croît fortement sur sa droite.
Le 2 février 2022, il perd le vote de confiance des députés de son parti à 73 contre 45, ce qui met un terme à sa chefferie du Parti conservateur du Canada. Il lui était reproché l'échec des élections fédérales de 2021 et le recentrage entrepris après son élection à la tête du parti alors qu'il avait fait campagne sur une ligne très à droite.